# Leiorreuma nornotaticum
Leiorreuma nornotaticum är en lavart som först beskrevs av A. W. Archer & Elix, och fick sitt nu gällande namn av A. W. Archer. Leiorreuma nornotaticum ingår i släktet Leiorreuma och familjen Graphidaceae.   Inga underarter finns listade i Catalogue of Life.